# Поттер, Райан
Райан Поттер (род. 12 сентября 1995, Портленд, Орегон) — американский актёр. Его актерский дебют состоялся в главной роли в комедийном боевике Nickelodeon «Сверхвоины» (2011–2013). В качестве актера озвучивания он озвучил Хиро Хамаду в анимационном фильме о супергероях «Город героев» (2014), его продолжении телесериала (2017–2021) и сериале Disney+ «Бэймакс!». (2022). Поттер также сыграл Гара Логана / Бист Боя в супергеройском сериале «Титаны» из DC Universe / HBO Max (2018–2023).

## Биография
Поттер родился в Портленд, штат Орегон, 12 сентября 1995 года. Его мать, Джорданна Поттер-Лью, американка еврейского происхождения, а отец — японец. Он вырос в Токио, Япония, пока не вернулся в США, когда ему было семь лет. Его воспитывала мать-одиночка. Первым языком Поттера был японский; однако он больше не говорит бегло. В возрасте восьми лет он начал изучать кунг-фу Белого Тигра, дисциплину, которой он продолжал заниматься в подростковом возрасте. Сообщается, что среди других детских интересов были бейсбол, скейтбординг и игра на барабанах.
Его отчим — мастер боевых искусств и легенда каскадеров Джеймс Лью.

## Фильмография
| Год       |   | Русское название                             | Оригинальное название                 | Роль                           |
| --------- | - | -------------------------------------------- | ------------------------------------- | ------------------------------ |
| 2011—2013 | с | Сверхвоины                                   | Supah Ninjas                          | Майк Невозможный               |
| 2012      | с | Шоу Фреда                                    | Fred: The Show                        | Брайан                         |
| 2014      | ф | Старший проект                               | Senior Project                        | Питер Хаммер                   |
| 2014      | ф | Город героев                                 | Big Hero 6                            | Хиро Хамада                    |
| 2015      | ф | Дети-аутсайдеры                              | Underdog Kids                         | Эрик Барретт                   |
| 2016      | с | Подопытные: Элитная сила                     | Lab Rats: Elite Force                 | Райкер                         |
| 2016      | ф | Трон Эльфов                                  | Throne of Elves                       | Рыба                           |
| 2017—2021 | с | Город героев: Новая история                  | Big Hero 6: The Series                | Хиро Хамада                    |
| 2017      | с | Утерянные легенды Республики: Чистка         | Lost Tales of the Republic: The Purge | Могилы                         |
| 2018      | с | Бэймакс и...                                 | Baymax and ...                        | Хиро Хамада                    |
| 2018      | ф | Бег за благодатью                            | Running for Grace                     | Джо                            |
| 2018—2023 | с | Титаны                                       | Titans                                | Гарфилд «Гар» Логан / Бист-бой |
| 2019      | с | Где Уолдо?                                   | Where's Waldo?                        | Коичи                          |
| 2020—2022 | с | Мир юрского периода: Лагерь мелового периода | Jurassic World Camp Cretaceous        | Кэндзи Кон                     |
| 2022      | с | Бэймакс!                                     | Baymax!                               | Хиро Хамада                    |